# ونکولا
ونکولا (به لاتین: Veneküla) یک روستا در استونی است که در دهستان رائه واقع شده‌است.

## خصوصیات
ونکولا ۳۰ نفر جمعیت دارد.